# Teoria umorală

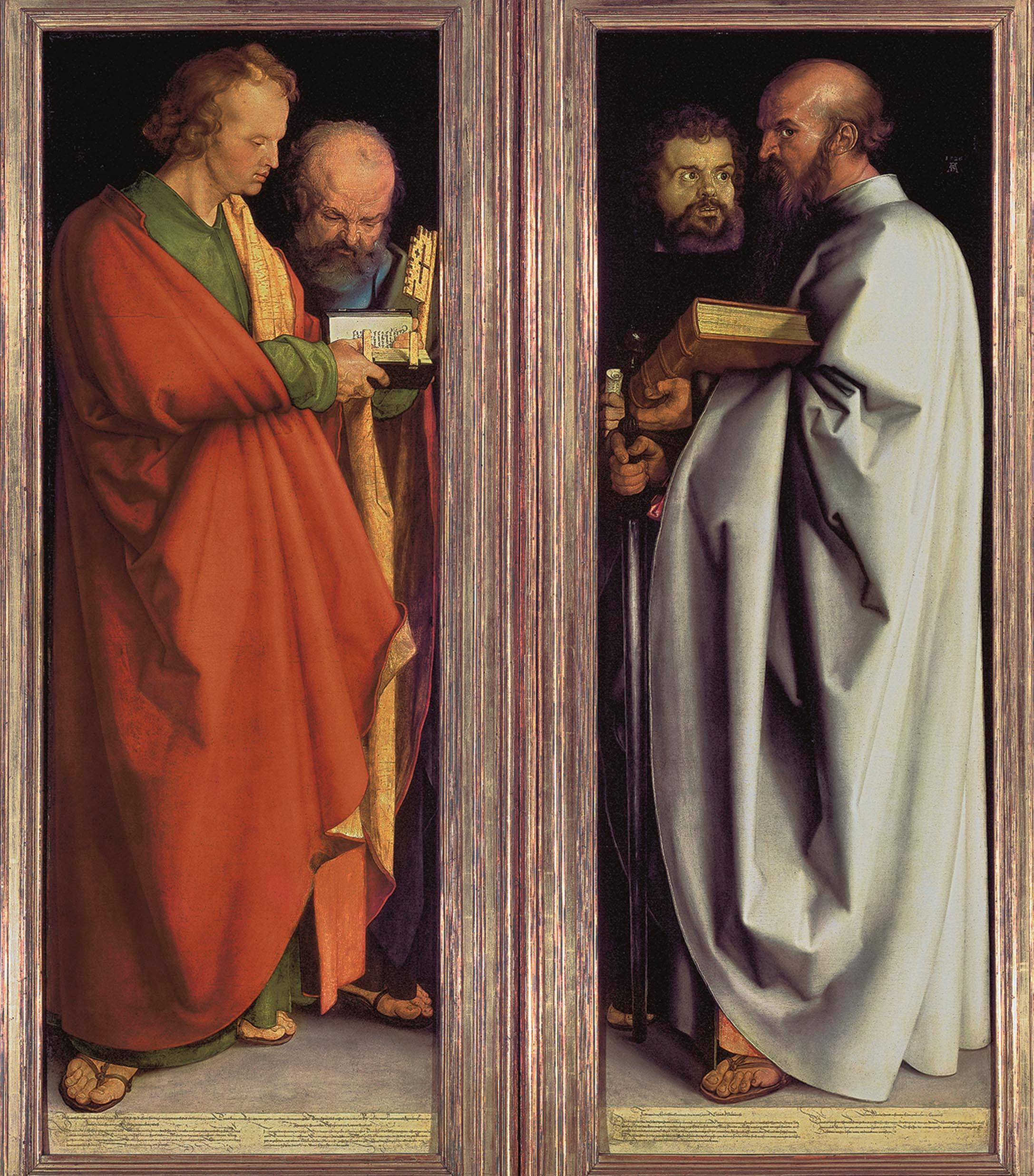
Cei patru apostoli de Albrecht Dürer-
o ilustrare a celor patru temperamente

Teoria umorală sau Teoria celor patru umori este o teorie științifică perimată care a fost introdusă de către medicii antici greci și romani, continuatori ai școlii lui Hippocrate, pornind de la teoria elementelor a lui Empedocle, în care elemnetele fundamentale erau: pământul, apa, aerul, focul.

## Etimologie
Cuvântul umoare provine din latinescul umor, care la rându-i provine din greca veche și însemna "lichid", "licoare", "aromă".

## Istoric
Teoria celor patru umori își are originea în Egiptul antic și în Mesopotamia. Este sistematizată apoi de vechii greci în jurul anului 400 î.Hr.
| Cele patru umori, precum și elementele, anotimpurile și temperamentele corespunzătoare |           |         |                |              |                  |                  |                                |
| Umoarea                                                                                | Anotimp   | Element | Organ          | Calități     | Denumire clasică | Denumire modernă | Caracter                       |
| Sânge                                                                                  | Primăvară | Aer     | Ficat          | cald & umed  | sangvin          | artizan          | curajos, optimist, iubitor     |
| Bilă galbenă                                                                           | Vară      | Foc     | Vezică biliară | cald & uscat | coleric          | păzitor          | caracter labil                 |
| Bilă neagră                                                                            | Toamnă    | Pământ  | Splină         | rece & uscat | melancolic       | rațional         | despotic, neliniștit, iritabil |
| Flegmă                                                                                 | Iarnă     | Apă     | Creier/Plămâni | rece & umed  | flegmatic        | idealist         | calm, fără emoții              |

Hippocrate este cel care a aplicat cel mai mult această teorie în medicină. Teoria umorală a devenit teoria celor patru temperamente și avea să influențeze și concepțiile lui Galenus (131 - 201), care considera umorile se formează în corp și că anumite alimente , stările climatice, precum și anuimite perioade ale vieții pot modifica ponderea celor patru elemente.
Galen considera că dezechilibrul celor patru umori, numit dyscrasia, este cauza celor mai multor boli, iar sănătatea este dată de eucrasia, echilibrul acestora.
În medicina islamică, Avicenna (980 - 1037) a extins teoria celor patru temperamente în scrierea sa "Canon de medicină" pentru a cuprinde aspecte emoționale, mentale, de conștiință și fizice ale organismului.
| Cele patru umori în concepția lui Avicenna |                                           |                             |                                      |                      |
| Proba                                      | cald                                      | rece                        | umed                                 | uscat                |
| Stări morbide                              | Febră                                     | Reumatism                   | Astenie                              | Slăbiciune           |
| Tulburări funcționale                      | deficit de energie                        | deficit de putere digestivă | digestie dificilă                    | .                    |
| Senzații subiective                        | gust amar, sete excesivă, arsuri cardiace | inapetență pentru lichide   | salivație excesivă, somnolență       | insomnie, slăbiciune |
| Simptome fizice                            | puls accelerat, oboseală                  | încheieturi moi             | diaree, pleoape umflate, piele aspră | piele aspră          |
| Interacție cu vremea                       | vara: foarte nefavorabilă                 | iarna: foarte nefavorabilă  | .                                    | toamna: nefavorabilă |

## Acceptare științifică
Această doctrină prezintă importanță doar pentru istoria științei, ea nu mai este medicină sau psihologie. Deja în anii 1850 teoria celor patru temperamente clasice era privită drept depășită.
Această doctrină a fost contestată de Andreas Vesalius la mijlocul secolului al XVI-lea și remarcată critic de Paracelsus în același secol și a fost mai mult erodată în prima jumătate a secolului al XVII-lea de către William Harvey. Din a doua jumătate a secolului al XIX-lea, ideea a fost considerată cu totul depășită și apărată doar de excentrici. Actualmente este o doctrină protoștiințifică demult depășită iar medicina modernă s-a distanțat complet de astfel de speculații fără temei.